# Gamma Equulei
Désignations
Gamma Equulei (γ Equulei / γ Equ) est une étoile binaire de la constellation du Petit Cheval. Elle est située à environ ∼ 113 a.l. (∼ 34,6 pc) de la Terre et se rapproche du système solaire à une vitesse radiale héliocentrique de −16,5 km/s. Elle présente une magnitude apparente légèrement variable d'environ 4,7.

## Spectre
L'étoile primaire du système de γ Equulei est une étoile chimiquement particulière de type spectral A9 VpSrCrEu. Son spectre correspond à celui d'une étoile blanche de la séquence principale de type A9, mais il présente des abondances inhabituellement élevées en strontium, en chrome et en europium. Les étoiles ayant ce type de particularité spectrale sont connues comme les étoiles Ap. L'abondance élevée de ces métaux semble s'expliquer par une stratification chimique qui s'opère au sein d'une étoile dont la rotation est lente, ce qui est inhabituel pour les étoiles chaudes qui sont sur la séquence principale. Un éventail assez large de types spectraux ont été assignés à γ Equulei, qui vont de A5 à F1, certains d'entre eux indiquant également des abondances inhabituelles en fer. L'étoile présente des raies d'absorption particulièrement fines dans son spectre, ce qui est un autre marqueur d'une rotation très lente.

## Variabilité
γ Equulei connaît des variations périodiques et rapides de sa luminosité, ce qui fait d'elle une étoile Ap à oscillations rapides (ou étoile roAp). Sa magnitude apparente varie entre ses extrêmes de +4,58 et +4,77. Elle montre des pulsations de plusieurs périodes autour de douze minutes. Sa pulsation la plus forte a une période de 11,7 minutes ; d'autres périodes de 11,9, 12,2 et 12,4 minutes ont également été mises en évidence. Elles sont interprétées comme une série de pulsations paires et impaires alternantes selon le mode p (induites par la pression).

## Champ magnétique
Le champ magnétique stellaire de surface de γ Equulei connaît des variations lentes, avec une force allant de +577 G à −1 101 G. Même si seulement 67 années de données de mesure de champ magnétique sont disponibles, une période 97,16 ± 3,15 ans a été appliquée aux données. Elle est supposée correspondre à la période de rotation de l'étoile.

## Compagnons
γ Equulei possède un compagnon d'une magnitude de 8,69. Désigné γ Equulei B, il est localisé à une séparation angulaire de 1,26 seconde d'arc de γ Equulei A. Les deux étoiles semblent former un véritable système binaire.
Deux autres étoiles accompagnant le système sont également recensées dans les catalogues d'étoiles doubles et multiples. γ Equulei C, qui est une étoile de treizième magnitude distante d'une minute d'arc, est un compagnon purement optique. 6 Equulei (ou γ Equulei D), qui est une étoile blanche de la séquence principale de sixième magnitude et distante de 5,6 minutes d'arc, est un autre compagnon optique. Il est situé à environ 116 pc (∼378 al) de la Terre,.